# Núi Pinatubo
Mount Pinatubo là một ngọn núi lửa tầng đang hoạt động nằm ở trên đảo Luzon, Philippines. Núi này tọa lạc ở giao cắt ranh giới của các tỉnh Philippines Zambales, Tarlac, và Pampanga. Nó nằm trong dãy núi Tri-Cabusila tách bờ biển phía tây của đảo Luzon khỏi các đồng bằng trung tâm, và có cự ly 42 km (26 dặm) về phía tây của ngọn núi lửa không hoạt động và nổi bật hơn, núi Arayat, đôi khi bị nhầm lẫn với núi Pinatubo. Trước năm 1991, ngọn núi đã bị xói mòn không dễ thấy và nặng nề. Nó được bao phủ trong rừng rậm và nuôi sống vài ngàn người dân bản địa, người Aeta, những người đã bỏ chạy tới vùng núi từ các vùng đất thấp trong các cuộc chinh phục Tây Ban Nha kéo dài của Philippines bắt đầu từ năm 1565.
Vụ phun trào của núi lửa Plinia/Ultra-Plinian phun trào (~VEI 6) trong tháng 6 năm 1991 tạo ra các vụ phun trào lớn thứ hai trên đất liền của thế kỷ 20 (sau khi phun trào năm 1912 của núi lửa Novarupta) và phun trào núi lửa lớn nhất mà người ta còn nhớ được.